# Božidar Jović
Božidar Jović (Banja Luka, 13 febbraio 1972) è un ex pallamanista e dirigente sportivo croato, direttore sportivo del Zagabria.

## Palmarès

### Olimpiadi
- 1 medaglia:
  - 1 oro (Atlanta 1996)

### Mondiali
- 2 medaglie:
  - 1 oro (Portogallo 2003)
  - 1 argento (Islanda 1995)

### Giochi del Mediterraneo
- 2 medaglie:
  - 2 ori (Bari 1997; Tunisi 2001)